# Iglesia de Santa Irene
La iglesia de Santa Irene (en turco: Aya İrini Kilisesi; en griego: Αγία Ειρήνη, trasl. Hagia Irene) es una iglesia ortodoxa que está situada en el primer patio del palacio de Topkapı en Estambul, Turquía. Está abierta al público todos los días excepto el martes.

## Historia

Ábside de la iglesia con la cruz.

La iglesia fue fundada en el siglo VI en el solar en el que se habían edificado tres edificios de culto anteriores. Es la primera zona de culto construida en Constantinopla. El emperador Constantino I ordenó la creación de la primera iglesia en el siglo IV. Durante la revuelta de Niká en el 532 la iglesia fue destruida. Justiniano I restauró la iglesia en el 548. Sirvió como sede del patriarcado de Constantinopla (no habiéndose producido aún el cisma por lo que se trataba de una iglesia de rito católico) hasta la finalización de Santa Sofía en el 537.
En el siglo VIII un terremoto dañó seriamente a la iglesia. El emperador Constantino V ordenó su restauración y decoración con mosaicos y frescos. Destaca el Atrio único ejemplo bizantino que se conserva en la ciudad. Una gran cruz negra y dorada corona el Synthronon, cinco filas de asientos en el ábside es el único vestigio de arte Iconoclasta que queda en la iglesia. En los siglos XI y XII se realizaron diferentes restauraciones y ampliaciones.
Tras la caída de Constantinopla en manos de los turcos otomanos en 1453 a manos de Mehmed II, la iglesia fue añadida al interior del palacio. Los jenízaros usaron la iglesia como arsenal y en ocasiones como almacén de los botines de guerra. Durante el reinado del sultán Ahmed III (1703-1730) se convirtió en un museo de armas.

## Arquitectura
La iglesia tiene unas dimensiones de 60 m x 32m. Posee una planta basilical romana consistente en una nave central con dos laterales divididas por columnas y pilares. Completan la estructura el Narthex, galerías y atrio. La cúpula tiene un diámetro de 15 metros y una altura de 35 metros con 20 ventanas. Tiene dos cúpulas, una a cada lado del arco central, la primera sobre un tambor con 20 ventanas, y la segunda sin tambor. Ambas cúpulas de igual anchura son de diferentes alturas.
Desde 1980 se usa como sala de conciertos durante el Festival de música de Estambul en el verano.